# Pristimantis permixtus
Espèce
Synonymes
- Eleutherodactylus permixtus Lynch, Ruíz-Carranza & Ardila-Robayo, 1994

Statut de conservation UICN

 LC  : Préoccupation mineure
Pristimantis permixtus est une espèce d'amphibiens de la famille des Craugastoridae.

## Distribution
Cette espèce est endémique de Colombie. Elle se rencontre entre 1 900 et 3 700 m d'altitude :
- dans la cordillère Occidentale dans le département d'Antioquía ;
- dans la cordillère Centrale dans les départements d'Antioquia, de Caldas, de Risaralda, de Quindío, de Tolima et de Valle del Cauca.

## Description

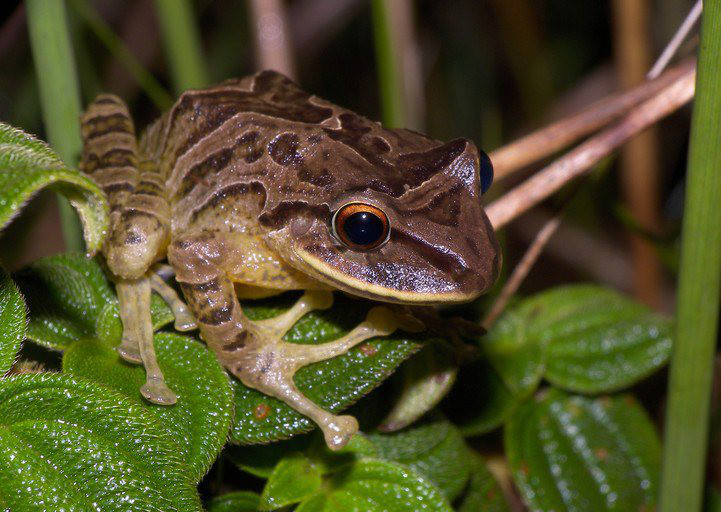
Pristimantis permixtus

Les mâles mesurent de 21,9 à 31,4 mm et les femelles de 32,4 à 45,4 mm.

## Publication originale
- Lynch, Ruiz-Carranza & Ardila-Robayo, 1994 : The identities of the Colombian frogs confused with Eleutherodactylus latidiscus (Boulenger) (Amphibia: Anura: Leptodactylidae). Occasional Papers of the Museum of Natural History University of Kansas, no 170, p. 1-42 (texte intégral).